# Mahaica
Mahaica är en ort i regionen Demerara-Mahaica i nordöstra Guyana. Orten hade 6 153 invånare vid folkräkningen 2012. Den är belägen längs floden Mahaica, cirka 30 kilometer sydost om Georgetown.